# جان كارلوس برادا
جان كارلوس برادا (بالإسبانية: Jean Carlos Prada)‏ (مواليد 4 أغسطس 1984) هو ملاكم فنزويلي، مثّل بلاده في الألعاب الأولمبية الصيفية 2004.

## روابط خارجية
جان كارلوس برادا على موقع بوكس ريك (الإنجليزية) (registration required)
- جان كارلوس برادا على موقع أوليمبيديا (الإنجليزية)